# Bissee (Santa Lucía)
Bissee es una localidad de Santa Lucía, que forma parte del distrito de Castries.